# Kumba hebetata
Kumba hebetata és una espècie de peix de la família dels macrúrids i de l'ordre dels gadiformes.

## Morfologia
- Els mascles poden assolir 12,3 cm de llargària total.[5][6]

## Hàbitat
És un peix d'aigües profundes que viu entre 547-591 m de fondària.

## Distribució geogràfica
Es troba a les Hawaii.